# Liste der finnischen Meister im Schach
Die Liste der finnischen Meister im Schach enthält die ersten drei Plätze der finnischen Einzelmeisterschaften sowie der finnischen Einzelmeisterschaften der Damen.

## Finnische Einzelmeisterschaften

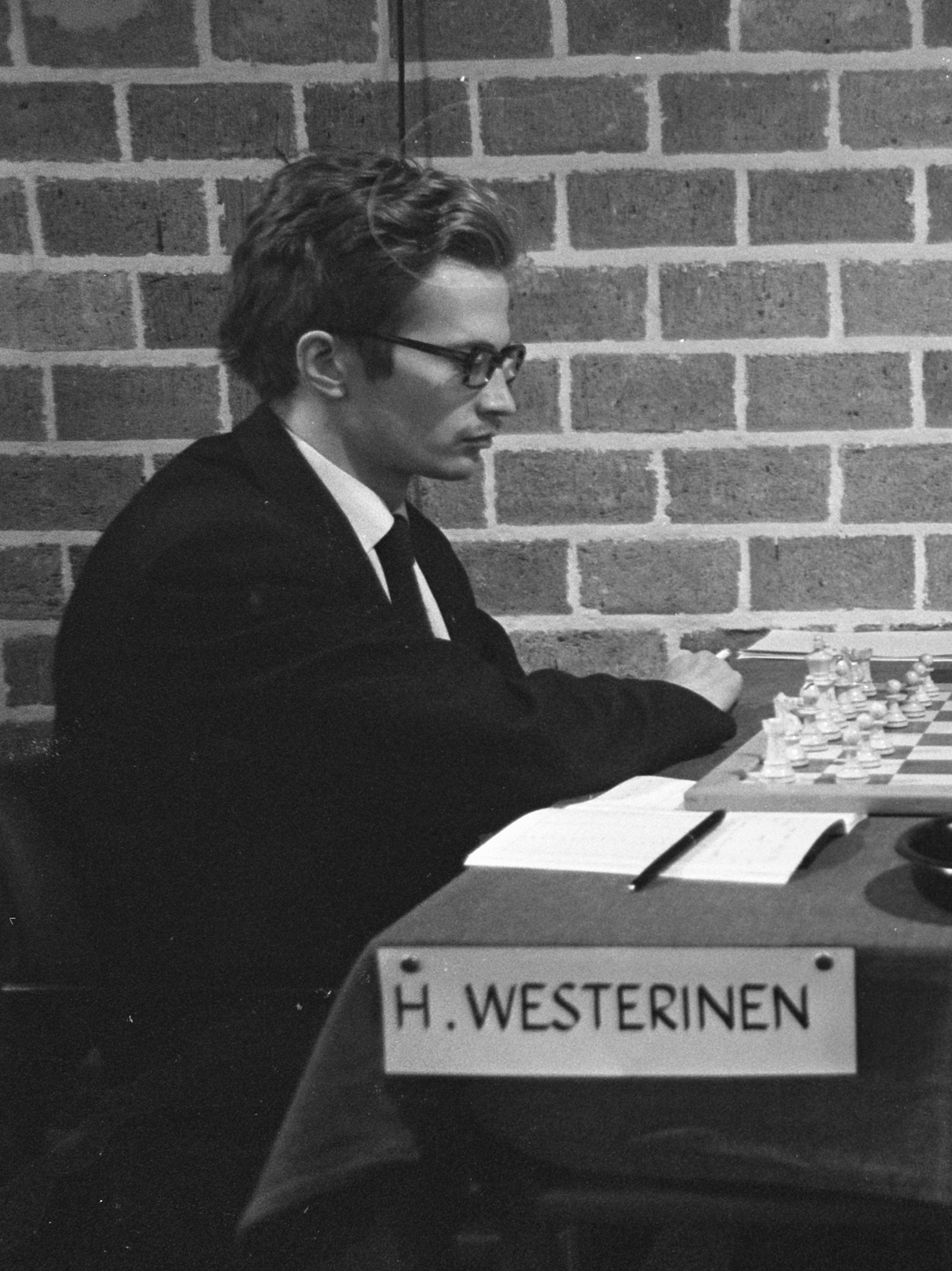
Heikki Westerinen, 1970

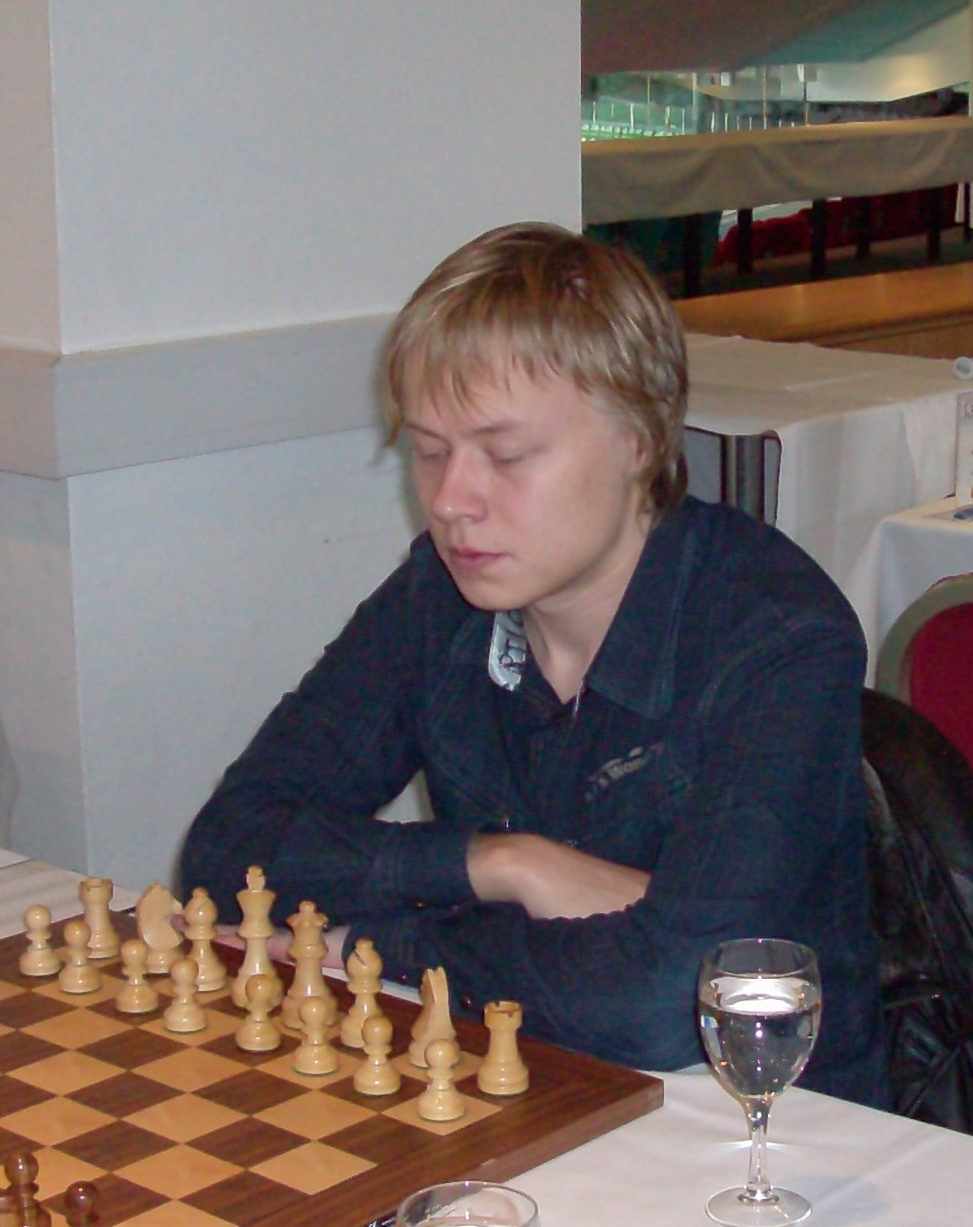
Tomi Nybäck, 2007

| Jahr | Ort       | 1. Platz              | 2. Platz                     | 3. Platz              |
| ---- | --------- | --------------------- | ---------------------------- | --------------------- |
| 1922 | Helsinki  | Anatol Tshepurnoff    | Johannes Terho               | J. Lilja              |
| 1928 | Viipuri   | Anatol Tshepurnoff    | E. Lindroos                  |                       |
| 1931 | Helsinki  | Eero Böök             | Anatol Tshepurnoff           |                       |
| 1932 | Helsinki  | Ragnar Krogius        | Eero Böök                    |                       |
| 1933 | Helsinki  | Birger Axel Rasmusson | Ragnar Krogius               |                       |
| 1934 | Helsinki  | Eero Böök             | Birger Axel Rasmusson        |                       |
| 1935 | Helsinki  | Eero Böök             | Anatol Tshepurnoff           | Birger Axel Rasmusson |
| 1936 | Helsinki  | Eero Böök             | Toivo Salo                   | E. Lindroos           |
| 1937 | Helsinki  | Thorsten Gauffin      | Toivo Salo                   | Birger Axel Rasmusson |
| 1938 | Helsinki  | Toivo Salo            | Reino Niemi                  | E. Candolin           |
| 1939 | Helsinki  | Osmo Kaila            | Kaarle Ojanen                | Birger Axel Rasmusson |
| 1945 | Helsinki  | Hugo Ilmari Solin     | Reino Niemi                  | Osmo Kaila            |
| 1946 | Helsinki  | Eero Böök             | Hugo Ilmari Solin            | Kaarle Ojanen         |
| 1947 | Helsinki  | Jalo Aatos Fred       | Osmo Kaila                   | M. Laisaari           |
| 1948 | Turku     | Aarne Ilmari Niemelä  | K. Blomberg                  | Matti Rantanen        |
| 1949 | Helsinki  | Toivo Salo            | Kaarle Ojanen                | Jorma Vesterinen      |
| 1950 | Helsinki  | Kaarle Ojanen         | Toivo Salo                   | Jorma Vesterinen      |
| 1951 | Helsinki  | Kaarle Ojanen         | Osmo Kaila                   | Jalo Aatos Fred       |
| 1952 | Helsinki  | Kaarle Ojanen         | Osmo Kaila                   | Toivo Salo            |
| 1953 | Helsinki  | Kaarle Ojanen         | Toivo Salo                   | Jalo Aatos Fred       |
| 1954 | Helsinki  | Osmo Kaila            | Hugo Ilmari Solin            | Toivo Salo            |
| 1955 | Helsinki  | Jalo Aatos Fred       | Matti Rantanen               | H. Kahra              |
| 1956 | Helsinki  | Toivo Salo            | Veiko Hänninen               | Aarne Ilmari Niemelä  |
| 1957 | Helsinki  | Kaarle Ojanen         | Toivo Salo                   | K. Arasola            |
| 1958 | Helsinki  | Kaarle Ojanen         | Heikki Koskinen              | O. Pastuhoff          |
| 1959 | Turku     | Kaarle Ojanen         | Heikki Koskinen              | Aarne Ilmari Niemelä  |
| 1960 | Helsinki  | Kaarle Ojanen         | Matti Rantanen               | Jalo Aatos Fred       |
| 1961 | Helsinki  | Kaarle Ojanen         | Jalo Aatos Fred              | Heikki Koskinen       |
| 1962 | Helsinki  | Kaarle Ojanen         | Unto Räisä                   | Aarne Ilmari Niemelä  |
| 1963 | Helsinki  | Eero Böök             | Heikki Westerinen            | Ilkka Kanko           |
| 1964 | Helsinki  | Ilkka Kanko           | Unto Räisä                   | Heikki Westerinen     |
| 1965 | Helsinki  | Heikki Westerinen     | Ilkka Kanko                  | Allan Kiviaho         |
| 1966 | Helsinki  | Heikki Westerinen     | Matti Rantanen               | Aki Lahti             |
| 1967 | Helsinki  | Kaarle Ojanen         | Juhani Sorri                 | Heikki Koskinen       |
| 1968 | Helsinki  | Heikki Westerinen     | Ilkka Kanko                  | Kaarle Ojanen         |
| 1969 | Helsinki  | Mauri Olavi Sirkiä    | Aki Lahti                    | Rauli Gostowski       |
| 1970 | Helsinki  | Heikki Westerinen     | Erkki Havansi                | Ilkka Kanko           |
| 1971 | Helsinki  | Ilkka Juhani Sarén    | Harri Hurme                  | Ilkka Kanko           |
| 1972 | Helsinki  | Kaarle Ojanen         | Juhani Sorri                 | Yrjö Rantanen         |
| 1974 | Helsinki  | Pertti Poutiainen     | Harri Hurme, Unto Venälainen |                       |
| 1976 | Helsinki  | Pertti Poutiainen     | Yrjö Rantanen                | Eero Raaste           |
| 1978 | Helsinki  | Yrjö Rantanen         | Harri Hurme                  | Ilkka Juhani Sarén    |
| 1980 | Järvenpää | Jorma Äijälä          | Eero Raaste                  | Timo Pirttimäki       |
| 1982 | Helsinki  | Veijo Mäki            | Yrjö Rantanen                | Timothy Binham        |
| 1983 | Helsinki  | Kaarle Ojanen         | Jouni Yrjölä                 | Eero Raaste           |
| 1984 | Helsinki  | Antti Pyhälä          | Veijo Mäki                   | Kimmo Välkesalmi      |
| 1985 | Espoo     | Jouni Yrjölä          | Kimmo Välkesalmi             | Veijo Mäki            |
| 1986 | Pori      | Yrjö Rantanen         | Eero Raaste                  | Jouni Yrjölä          |
| 1987 | Jyväskylä | Mika Ebeling          | Asko Hentunen                | Antti Pyhälä          |
| 1988 | Helsinki  | Jouni Yrjölä          | Kimmo Välkesalmi             | Antti Pyhälä          |
| 1989 | Tampere   | Antti Pyhälä          | Antti Nokso-Koivisto         | Joose Norri           |
| 1990 | Helsinki  | Veijo Mäki            | Yrjö Rantanen                | Marko Manninen        |
| 1991 | Tampere   | Joose Norri           | Jouni Yrjölä                 | Marko Manninen        |
| 1992 | Helsinki  | Esko-Matti Hakulinen  | Antti Pyhälä                 | Kimmo Välkesalmi      |
| 1993 | Naantali  | Marko Manninen        | Joose Norri                  | Aleksei Holmstén      |
| 1994 | Helsinki  | Joose Norri           | Esko-Matti Hakulinen         | Kimmo Välkesalmi      |
| 1995 | Helsinki  | Joose Norri           | Jouni Yrjölä                 | Veijo Mäki            |
| 1996 | Helsinki  | Joose Norri           | Heikki Westerinen            | Teemu Keskisarja      |
| 1997 | Helsinki  | Antti Pihlajasalo     | Aleksei Holmstén             | Kimmo Välkesalmi      |
| 1998 | Karhula   | Tapani Sammalvuo      | Olli Salmensuu               | Mikael Agopov         |
| 1999 | Vammala   | Olli Salmensuu        | Mikael Nouro                 | Leo Tolonen           |
| 2000 | Helsinki  | Aleksei Holmstén      | Mika Karttunen               | Kimmo Välkesalmi      |
| 2001 | Helsinki  | Joose Norri           | Olli Salmensuu               | Mika Karttunen        |
| 2002 | Helsinki  | Mika Karttunen        | Olli Salmensuu               | Sampsa Nyysti         |
| 2003 | Helsinki  | Heikki Lehtinen       | Miikka Mäki-Uuro             | Olli Salmensuu        |
| 2004 | Espoo     | Heikki Lehtinen       | Miikka Mäki-Uuro             | Riku Molander         |
| 2005 | Lahti     | Tapani Sammalvuo      | Miikka Mäki-Uuro             | Riku Molander         |
| 2006 | Helsinki  | Mika Karttunen        | Sauli Keskinen               | Miikka Mäki-Uuro      |
| 2007 | Helsinki  | Mika Karttunen        | Kalle Niemi                  | Mikael Nouro          |
| 2008 | Mänttä    | Tomi Nybäck           | Heikki Lehtinen              | Mika Karttunen        |
| 2009 | Tampere   | Mika Karttunen        | Tommi Luukkonen              | Roope Kiuttu          |
| 2010 | Helsinki  | Mika Karttunen        | Vilka Sipilä                 | Joose Norri           |
| 2011 | Helsinki  | Mikael Agopov         | Mika Karttunen               | Sampsa Nyysti         |
| 2012 | Helsinki  | Vilka Sipilä          | Mika Karttunen               | Daniel Ebeling        |
| 2013 | Mänttä    | Mika Karttunen        | Vilka Sipilä                 | Daniel Ebeling        |
| 2014 | Helsinki  | Mika Karttunen        | Joose Norri                  | Mikael Agopov         |
| 2015 | Kalajoki  | Mikael Agopov         | Sampsa Nyysti                | Mika Karttunen        |
| 2016 | Helsinki  | Vilka Sipilä          | Tommi Luukkonen              | Mika Karttunen        |
| 2017 | Helsinki  | Teemu Virtanen        | Mika Karttunen               | Kalle Niemi           |
| 2018 | Helsinki  | Mikael Agopov         | Toivo Keinänen               | Mika Karttunen        |
| 2019 | Helsinki  | Toivo Keinänen        | Pekka Köykkä                 | Sampsa Nyysti         |
| 2021 | Sastamala | Toivo Keinänen        | Mikael Agopov                | Henri Pohjala         |
| 2022 | Helsinki  | Pekka Koykkä          | Sampsa Nyysti                | Mikael Agopov         |
| 2023 | Helsinki  | Toivo Keinänen        | Eero Valkama                 | Oliver Wartiovaara    |
| 2024 | Helsinki  | Toivo Keinänen        | Mikael Agopov                | Oliver Wartiovaara    |

## Finnische Einzelmeisterschaften der Damen

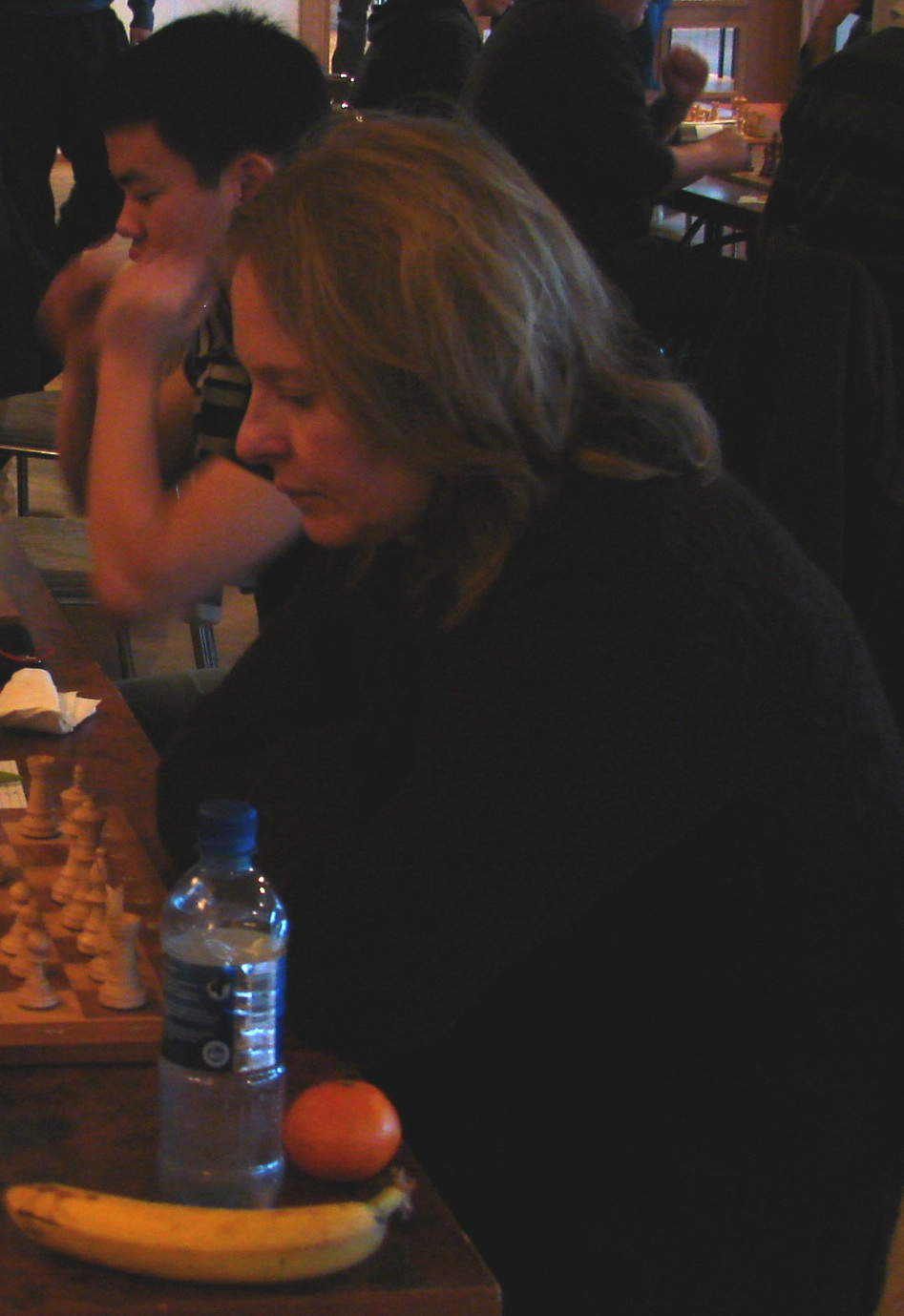
Niina Koskela, 2009

| Jahr | Ort       | 1. Platz                    | 2. Platz                            | 3. Platz            |
| ---- | --------- | --------------------------- | ----------------------------------- | ------------------- |
| 1957 | Helsinki  | Sirkka-Liisa Vuorenpää      | I. Lindh                            | M. Fager            |
| 1958 | Helsinki  | Sirkka-Liisa Vuorenpää      | R. Eklund                           | M. Fager            |
| 1959 | Helsinki  | Sirkka-Liisa Vuorenpää      | R. Eklund                           | A. Illukka          |
| 1960 | Helsinki  | Sirkka-Liisa Vuorenpää      | A. Illukka                          | A.-L. Korhonen      |
| 1962 | Helsinki  | Sirkka-Liisa Vuorenpää      | A.-L. Korhonen                      | A. Kontkanen        |
| 1963 | Helsinki  | Sirkka-Liisa Vuorenpää      | A. Illukka                          | I. Lindh            |
| 1964 | Helsinki  | Sirkka-Liisa Vuorenpää      | I. Lindh                            | A. Kontkanen        |
| 1969 | Helsinki  | Sirkka-Liisa Vuorenpää      | A. Illukka                          | A. Kontkanen        |
| 1970 | Helsinki  | Sirkka-Liisa Vuorenpää      | E. Kuhlberg                         | A. Illukka          |
| 1971 | Helsinki  | Sirkka-Liisa Vuorenpää      | Johanna Tuomainen                   | Marjatta Palasto    |
| 1972 | Helsinki  | Sirkka-Liisa Vuorenpää      | A. Näsänen                          | L. Kulmala          |
| 1973 | Helsinki  | Sirkka-Liisa Vuorenpää      | Marjatta Palasto                    | M. Hakala           |
| 1974 | Helsinki  | Johanna Tuomainen           | Marjatta Palasto, Aulikki Lehtimäki |                     |
| 1975 | Riihimäki | Sirkka-Liisa Vuorenpää      | Marjatta Palasto                    | K. Sulamäki         |
| 1976 | Helsinki  | Sirkka-Liisa Vuorenpää      | Aulikki Ristoja                     | Pirkko Pihlajamäki  |
| 1978 | Helsinki  | Marjatta Palasto            | Leena Laitinen                      | Aulikki Ristoja     |
| 1979 | Helsinki  | Aulikki Ristoja             | R.-L. Savan                         | H. Järvelainen      |
| 1980 | Järvenpää | Marjatta Palasto            | Leena Laitinen                      | Aulikki Ristoja     |
| 1981 | Espoo     | Sirkka-Liisa Landry         | Marjatta Palasto, Aulikki Ristoja   |                     |
| 1982 | Helsinki  | Leena Laitinen              | Pirkko Pihlajamäki                  | R.-L. Savan         |
| 1983 | Helsinki  | Leena Laitinen              | Aulikki Ristoja                     | Sirkka-Liisa Landry |
| 1984 | Helsinki  | Leena Laitinen              | Marjatta Kujasalo                   | Pirkko Pihlajamäki  |
| 1985 | Espoo     | Päivi Walta                 | H. Järvelainen                      | Aulikki Ristoja     |
| 1986 | Pori      | Sirkka-Liisa Landry         | Päivi Walta                         | Johanna Paasikangas |
| 1987 | Jyväskylä | Päivi Walta                 | Aulikki Ristoja                     | Sirkka-Liisa Landry |
| 1988 | Helsinki  | Aulikki Ristoja             | Sirkka-Liisa Landry                 | Johanna Paasikangas |
| 1989 | Tampere   | Johanna Paasikangas         | Niina Koskela                       | Sirkka-Liisa Landry |
| 1990 | Helsinki  | Niina Koskela               | Johanna Paasikangas                 | U. Fogel            |
| 1991 | Tampere   | Johanna Paasikangas         | Päivi Walta                         | K. Säynäjkäkangas   |
| 1992 | Helsinki  | Johanna Paasikangas         | Niina Koskela                       | Päivi Walta         |
| 1993 | Naantali  | Johanna Paasikangas         | Heini Puuska                        | Marjatta Kujasalo   |
| 1994 | Helsinki  | Johanna Paasikangas         | Niina Koskela                       | Päivi Walta         |
| 1995 | Helsinki  | Päivi Walta                 | Tanja Rantanen                      | Sari Rautanen       |
| 1996 | Helsinki  | Heini Puuska                | Johanna Paasikangas                 | Sari Rautanen       |
| 1997 | Helsinki  | Tanja Rantanen              | Sari Rautanen, Aulikki Ristoja      |                     |
| 1998 | Karhula   | Tanja Rantanen              | Päivi Walta                         | Heini Puuska        |
| 1999 | Vammala   | Tanja Rantanen              | S. Lindholm                         | Aulikki Ristoja     |
| 2000 | Helsinki  | Aulikki Ristoja             | Päivi Walta                         | S. Lindholm         |
| 2001 | Helsinki  | Päivi Walta                 | Marjatta Kujasalo                   | Kirsi Lindstedt     |
| 2002 | Helsinki  | Niina Koskela               | Heini Puuska                        | Ilse Rönnberg       |
| 2004 | Espoo     | Heini Puuska                | Päivi Walta                         | Sari Rautanen       |
| 2005 | Helsinki  | Sari Rautanen               | Päivi Walta                         | Laura Savola        |
| 2007 | Jyväskylä | Laura Savola                | Sari Rautanen                       | Heini Puuska        |
| 2008 | Mänttä    | Niina Sammalvuo             | Heini Puuska                        | Erika Uusitupa      |
| 2010 | Helsinki  | Qiyu Zhou                   | Maria Larionova                     | Katariina Larionova |
| 2011 | Helsinki  | Irina Tumanova              | Maria Larionova                     | Katariina Larionova |
| 2012 | Helsinki  | Tanja Tuominen              | Heini Puuska                        | Anastasia Nazarova  |
| 2013 | Mänttä    | Tanja Tuominen              | Heini Puuska                        | Anastasia Nazarova  |
| 2014 | Helsinki  | Heini Puuska                | Alia Dannenberg                     | Anastasia Nazarova  |
| 2015 | Helsinki  | Anastasia Nazarova          | Alia Dannenberg                     | Heini Rinne         |
| 2016 | Helsinki  | Anastasia Nazarova          | Alia Dannenberg                     | Tiina Turunen       |
| 2017 | Helsinki  | Anastasia Nazarova          | Alia Dannenberg                     | Sarabella Norlamo   |
| 2018 | Helsinki  | Anastasia Nazarova          | Alia Dannenberg                     | Sarabella Norlamo   |
| 2019 | Helsinki  | Anastasia Nazarova          | Heljä Lehtinen                      | Sarabella Norlamo   |
| 2021 | Sastamala | Sarabella Norlamo           | Johanna Tanni                       | Maria Oksanen       |
| 2022 | Helsinki  | Anastasia Nazarova          | Sara-Olivia Sippola                 | Sarabella Norlamo   |
| 2023 | Helsinki  | Sara-Olivia Sippola         | Lilja Bederdin                      | Sarabella Norlamo   |
| 2024 | Helsinki  | Anastasia Nazarova-Keinänen | Heljä Lehtinen                      | Pauliina Pelander   |

1. ↑  [später Landry]
2. ↑  [später Kujasalo]
3. ↑  [später Ristoja]
4. ↑  [ehemals Lehtimäki]
5. ↑  [später Ekström]
6. ↑  [ehemals Vuorenpää]
7. ↑  [ehemals Palasto]
8. ↑  [ab dem Jahr 2000 Paasikangas-Tella]
9. ↑  [von 2004 bis 2009 Sammalvuo, danach wieder Koskela]
10. ↑  [später Tuominen]
11. ↑  [ehemals Koskela, ab 2009 erneut Koskela]
12. ↑  [ehemals Rantanen]

## Finnischer Meister im Fernschach
1. Antti Ojanen (1950–1951)
2. Jaako Päivarinta (1954–1955)
3. Jaako Päivarinta – Antti Ojanen (1955–1956)
4. Arvo Kaasalainen – Erkki Nyström (1958–1959)
5. Arno Sauso (1960–1961)
6. Gorän Lågland (1961–1962)
7. Gorän Lågland (1962–1963)
8. Gorän Lågland (1963–1964)
9. Arno Sauso (1964–1965)
10. Leo Hällström (1965–1966)
11. Armas Björqvist (1966–1967)
12. Usko Koskinen (1967–1968)
13. Aarne Ruotanen (1968–1969)
14. Unto Venäläinen (1969–1970)
15. Olavi Lampela (1970–1971)
16. Unto Venäläinen (1971–1972)
17. Arne Ruotanen (1972–1973)
18. Juhani Sorri (1973–1974)
19. Kalevi Kaunonen (1974–1975)
20. Pertti Lehikoinen (1975–1976)
21. Pekka Nikkanen (1976–1977)
22. Erkki Havansi (1977–1978)
23. Olli Koskinen (1978–1979)
24. Timothy Binham (1979–1980)
25. Jouni Yrjöla (1980–1981)
26. Jorma Paavilainen (1981–1982)
27. Jyrki Auvinen (1982–1983)
28. Olavi Airas (1983–1984)
29. Kari Tikkanen (1984–1985)
30. Veijo Mäki (1985–1986)
31. Auvo Kujala (1986–1987)
32. Mika Ebeling (1987–1988)
33. Hannu Salokangas (1988–1989)
34. Seppo Rastas (1989–1990)
35. Tero Kokkila (1990–1991)
36. Reijo Hiltunen (1991–1992)
37. Asko Linna (1992–1993)
38. Kimmo Välkesalmi (1993–1994)
39. Asko Linna (1994–1995)
40. Juri Mannermaa (1995–1996)
41. Veli-Matti Huuskonen (1996–1997)
42. Heikki Pigg (1997–1998)
43. Bo Jäderholm (1998–1999)
44. Pentti Lehtinen (2000–2001)
45. Matti Huuskonen (2000–2001)
46. Taisto Koskela (2001–2002)
47. Pekka Asomäki (2001–2002)
48. Bo Jäderholm (2001–2003)
49. Bo Jäderholm (2002–2004)
50. Jyrki Lehtosaari (2003–2005)
51. Sakari Pesonen (2004–2006)[1]
52. Pauli Aulaskari (2006–2007)[2]
53. Pertti Peuraniemi (2000–2002)
54. Bo Jäderholm (2002–2004)
55. Taisto Koskela (2003–2005)
56. Ville Ketola – Bo Jäderholm (2004–2006)
57. Alpo Vornanen (2005–2007)[3]
58. Auno Siikaluoma (2007–2008)[4]
59. Olof Strengell (2008–2010)[5]
60. Pentti Lehtinen (2009–2010)[6]
61. Teijo Oikamo (2010–2011)[7]
62. Leo Hallstrom (2011–2013)[8]
63. Kimmo Muukkonen (2012–2014)[9]
64. Kristo Miettinen (2013–2015)[10]
65. Kimmo Muukkonen (2014–2016)[11]
66. Ausko Havumäki (2015–2017)[12]
67. Mika Haapamäki (2016–2018)[13]
68. Olli Ylönen (2017–2019)[14]
69. Asko Havumäki (2018–2020)[15]
70. Marko Tauirainen (2019–2021)[16]
71. Asko Havumäki (2020–2022)[17]
72. Asko Havumäki (2021–2023)[18]
73. Hanne Kontulainen (2022–2024)[19]